# 羅倫索·巴特列
羅倫索·克里斯托瓦爾·曼努埃爾·巴特列-格勞（Lorenzo Cristóbal Manuel Batlle y Grau，1810年8月10日—1887年5月8日），烏拉圭政治人物，1868年至1872年擔任烏拉圭總統。